# Marco Guazzo
Marco Guazzo (* 1480 oder 1490 in Padua; † 1556 daselbst) war ein Verfasser unvollendeter romantischer Gedichte. Zudem vervollständigte er Lancelot und Ginevra von Niccolò Degli Agostini und plagiierte Marin Sanudo in seinem historischen Werk Venuta et partita d’Italia di Carlo VIII, ein Werk das 1547 erschien, und das sich mit dem Italienzug Karls VIII. beschäftigte, des Königs von Frankreich. Hinzu kamen umfangreiche „Kompendien“ und „Chroniken“.

## Werke (Auswahl)
- Errori damore, Venedig 1528. (Digitalisat)
- Tragedia di Marco Guazzo intitolata Discordia d’amore, Venedig 1528. (Digitalisat)
- Historia di tutte le cose degni di memoria, Venedig 1544. (Digitalisat)
- Historie di Messer Marco Guazzo ove se contengono la venuta et partita d’Italia, di Carlo Ottavo Re di Franza,& come acquistò,& lasciò il regno di Napoli, Venedig 1547. (Digitalisat)
- Compendio di M. Marco Guazzo Padovano de le guerre de Mahometto gran Turco fatte con Venetiani, con il re di Persia,& con il re di Napoli, & quello di suo figliuolo Baiesit fatte co’l Vaivoda de la Valachia,& con il soldan del Cairo, Venedig 1552. (Digitalisat)
- Cronica di M. Marco Guazzo, ne la quale ordinatamente contiensi l’essere de gli huomini illustri antiqui e moderni, le cose e i fatti di eterna memoria degni occorsi dal principio del mondo sino a questi nostri tempi, Francesco Bindoni, Venedig 1553. (Digitalisat)